# An Evening with Wild Man Fischer
An Evening with Wild Man Fischer è il primo album studio di Wild Man Fischer pubblicato nel 1968 e prodotto da Frank Zappa.

## Tracce

### Side 1: The Basic Fischer
1. Merry-Go-Round - 1:53
2. New Kind of Songs for Sale - 7:13
3. I'm Not Shy Anymore! - 1:01
4. Are You from Clovis? - 1:53
5. The Madness & Ecstacy - 7:47

### Side 2: Larry's Song, Unaccompanied
1. Which Way Did the Freaks Go? - 1:47
2. I'm Working for the Federal Bureau of Narcotics - 1:21
3. The Leaves Are Falling - 0:54
4. 85 Times - 0:56
5. Cops & Robbers - 1:40
6. Monkey vs. Donkey - 2:00
7. Start Life Over Again - 1:58
8. The Mope - 1:48
9. Life Brand New - 1:36
10. Who Did It Johnny? - 1:46
11. Think of Men When Your Clothes Are Off - 0:57
12. Taggy Lee - 0:40
13. Rhonda - 0:54
14. I Looked Around You - 1:31
15. Jennifer Jones - 4:51

### Side 3: Some Historical Notes
1. The Taster - 3:07
2. The Story of the Taster - 2:05
3. The Rocket Rock - 0:31
4. The Rocket Rock Explanation & Dialog - 1:33
5. Dream Girl - 2:25
6. Dream Girl Explanation - 0:52
7. Serrano (Sorento?) Beach - 1:35
8. Success Will Not Make Me Happy - 1:45
9. Wild Man on the Strip Again - 7:13

### Side 4: In Conclusion
1. Why I Am Normal - 2:25
2. The Wild Man Fischer Story - 5:34
3. Balling Isn't Everything - 1:17
4. Ugly Beautiful Girl - 2:46
5. Larry & His Guitar - 2:46
6. Circle - 2:54
7. Larry Under Pressure - 1:44

## Musicisti
- Wild Man Fischer - voce, chitarra
- Frank Zappa - chitarra
- The Mothers of Invention - pianoforte, Basso, Percussioni
- Art Tripp - Percussioni
- Kim Fowley - recitazione
- Rodney Bingenheimer - recitazione
- The GTOs - recitazione